# Cristóbal Niño
Cristóbal Niño era un navegante y descubridor español, nacido en Moguer a finales siglo XV. Era el más pequeño del linaje de marinos "Niño". Su participación en el viaje descubridor es dudosa, aunque algunos autores como Alice B. Gould, apuntan esta posibilidad. Fue maestre de la carabela Caldera en el segundo viaje colombino.

## Biografía
Cristóbal Niño fue el cuarto hijo de Alfón Pérez Niño, nacido detrás de Juan, Pedro Alonso y Francisco. La familia “Niño” constituía una estirpe de marinos avezados y curtidos en travesías por el Atlántico y el Mediterráneo. Fue creciendo en el ambiente marinero de su familia, formándose como marino hasta adquirir amplia experiencia.
Tuvo una participación fundamental en los preparativos y desarrollo del viaje descubridor. Los Niño, una vez superados los primeras reticencias al proyecto de Cristóbal Colón, se convirtieron en férreos defensores del viaje, y pusieron todo su empeño en llevar a cabo la empresa Colombina. Convencieron a la marinería moguereña, y resto de marinos que habitualmente navegaban con ellos, para que se alistaran en el viaje colombino. Junto a sus hermanos, organizaron los preparativos de la carabela de su familia “La Niña”, en julio de 1492, en el Puerto de Moguer. Se desconoce si participó en la expedición descubridora, ya que algunos autores afirma que formaba parte de las tripulaciones, como la prestigiosa investigadora Alice B. Gould, mientras que otros afirman lo contrario.
Acompañó a Cristóbal Colón y sus hermanos, como maestre de la carabela Caldera, en el segundo viaje colombino, entre 1493 y 1496.